# Alen Grgić
Alen Grgić (Nova Gradiška, 10. kolovoza 1994.) hrvatski je nogometaš koji igra na poziciji desnog beka, desnog krila i lijevog krila. Trenutačno igra za armenski klub Noah.